# Variety (film)
Pour les articles homonymes, voir Variety (homonymie).
Pour plus de détails, voir Fiche technique et Distribution.
Variety est un film américain réalisé par Bette Gordon, sorti en 1983.

## Synopsis
Christine, une autrice en herbe, a désespérément besoin d'un travail. Son amie Nan lui apprend que le Variety, un cinéma pornographique de Times Square, recherche une caissière. Christine prend le poste et s'intéresse aux films qui sont projetés. Son petit ami, Mark, un journaliste d'investigation qui enquête sur la corruption dans les marchés alimentaires de gros, s’inquiète quant à son intérêt pour ce nouveau travail.
Au Variety, Christine rencontre un homme riche, Louie, avec qui elle accepte d'aller voir un match de baseball. Après son brusque départ en plein match, elle le suit dans un taxi et l'observe en train de rencontrer un homme mystérieux. Plus tard, elle partage ses soupçons avec Mark qui pense à une implication dans une sorte d'opération mafieuse. Mais ses rencontres avec Mark sont surtout ponctuées de récits érotiques.
De plus en plus obsédée, Christine suit Louie à Asbury Park, New Jersey, et se faufile dans sa chambre d'hôtel, où elle vole un magazine pornographique. Son obsession pour Louie en même temps que ses propres fantasmes sexuels la conduisent finalement à l'appeler et à le menacer, à moins qu'il n'accepte de la rencontrer.
Le plan final reste mystérieux, situé aux intersections de Fulton et South Street, où Christine a demandé à Louie de la rencontrer.

## Fiche technique
- Titre : Variety
- Réalisation : Bette Gordon
- Scénario : Bette Gordon, Jerry Delamater, Kathy Acker, Peter Koper et Nancy Reilly
- Photographie : Tom DiCillo et John Foster
- Musique : John Lurie
- Pays d'origine : États-Unis
- Genre : drame
- Date de sortie : 1983

## Distribution
- Sandy McLeod (en) : Christine
- Will Patton : Mark
- Richard M. Davidson : Louie
- Luis Guzmán : Jose
- Nan Goldin : Nan
- Mark Boone Junior : le patron
- Cookie Mueller : une femme au bar
- Spalding Gray (voix)

## Historique
Dans les années 1980, face à la crise économique, un million de personnes quitte New York. La population se paupérise. Les services sociaux sont absents. Les loyers baissent. La criminalité augmente. Parallèlement, une nouvelle population s'installe. Le Lower East Side devient un foyer d'activités artistiques.
Variety reflète cette intense activité artistique par la participation de Kathy Acker, Nan Goldin, John Lurie, Tom DiCillo, Cookie Mueller, Mark Boone Junior. Le film est le premier contrat de Christine Vachon. C'est aussi un des premiers films de la scène underground de New York.
Premier long métrage de Bette Gordon, Variety est projeté à la Quinzaine des réalisateurs du festival de Cannes. 
Le film est restauré en 2021.

## Analyse
Bette Gordon reprend les codes du film noir tout en les détournant — à la façon de John Cassavetes avec Meurtre d’un bookmaker chinois en 1976.
Dans Variety, les rôles et les codes sont inversés : c'est une femme qui traque un homme. Christine, l'héroïne, occupe un emploi sans intérêt, mais elle devient actrice de sa propre vie. Elle part à la découverte de lieux fréquentés par les hommes, sex-shops et autres lieux dédiés à la pornographie, mais aussi les marchés alimentaires de gros regentés par la mafia. Elle décrit ses fantasmes à son petit-ami, qui en est effrayé.
Variety est une proposition subversive sur le pouvoir et le désir. Le désir n'est plus masculin, il est du côté de Christine, qui observe, fascinée par la découverte du monde de la pornographie et de la corruption.